# Leucospermum
Genre
Leucospermum est un genre de plantes à fleurs, de la famille des Proteaceae.

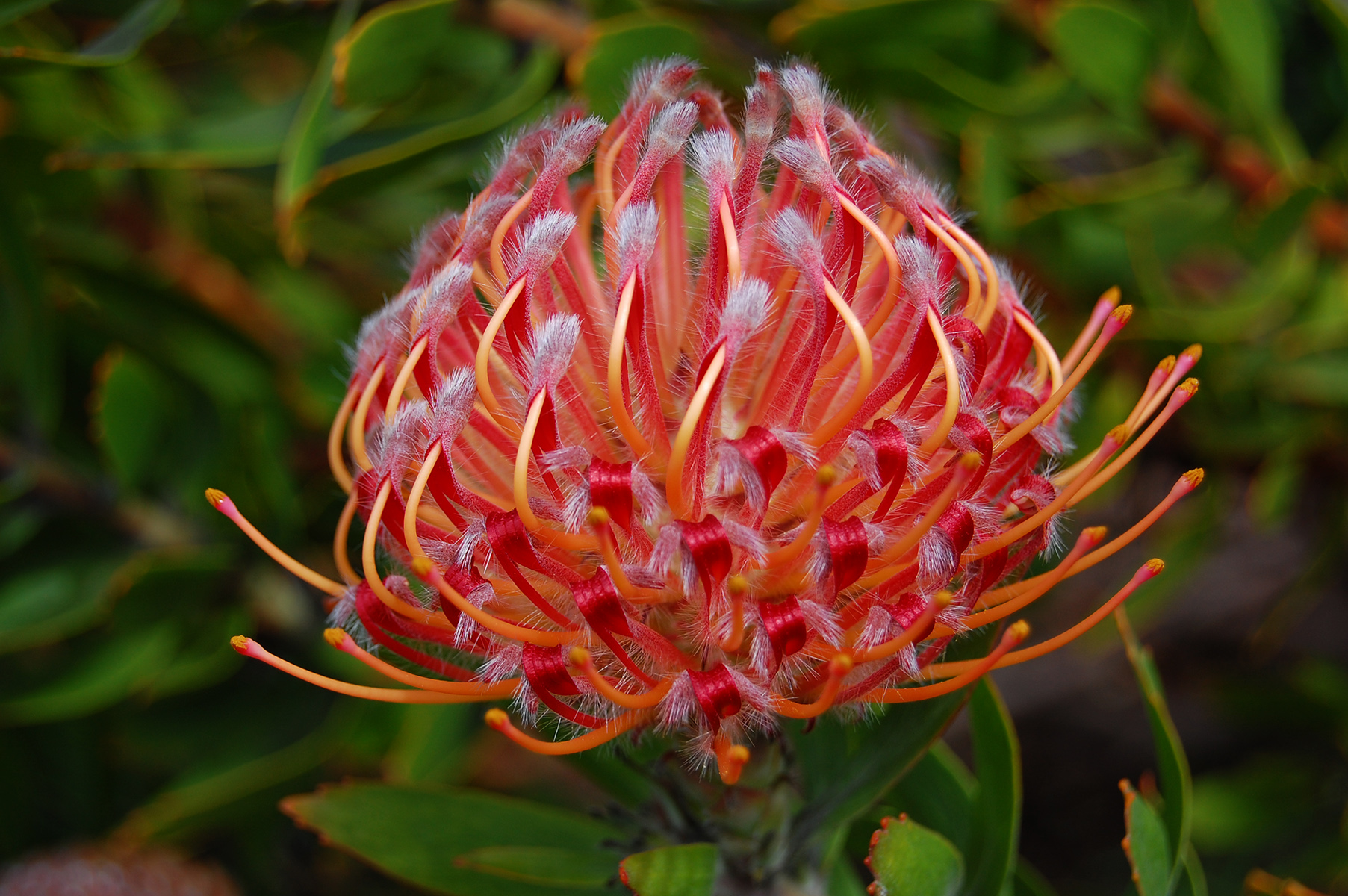
Inflorescence de l'hybride Leucospermum glabrum x tottum, cultivar 'Scarlet Ribbon'.

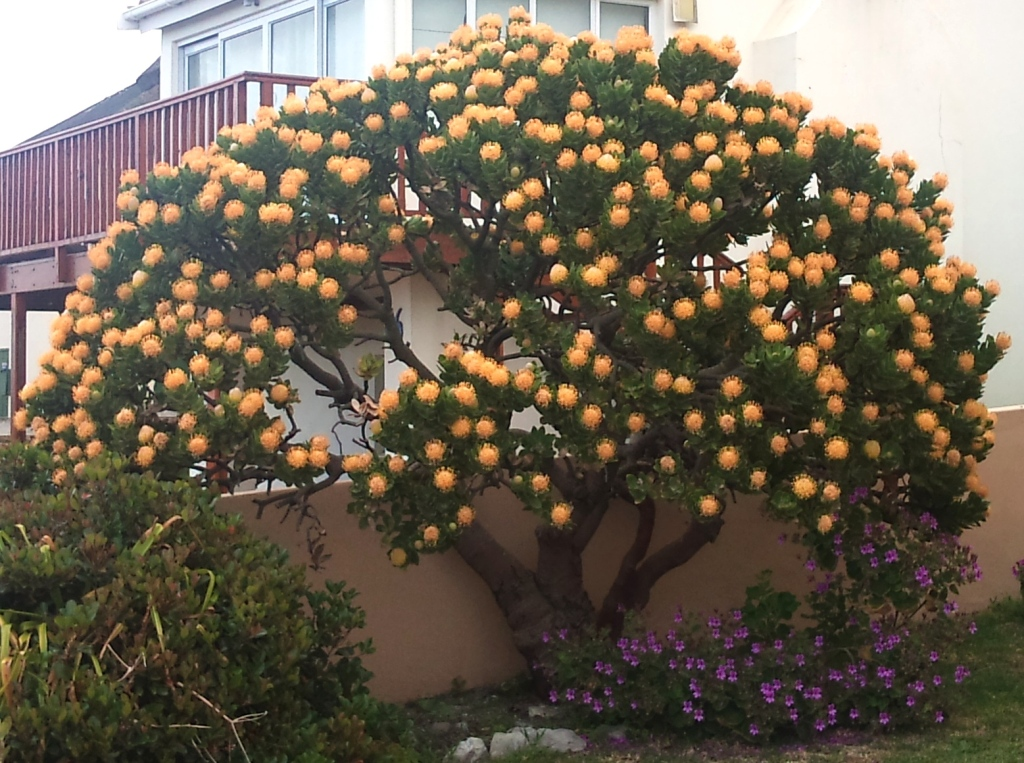
Leucospermum conocarpodendron viridum en Afrique du Sud.

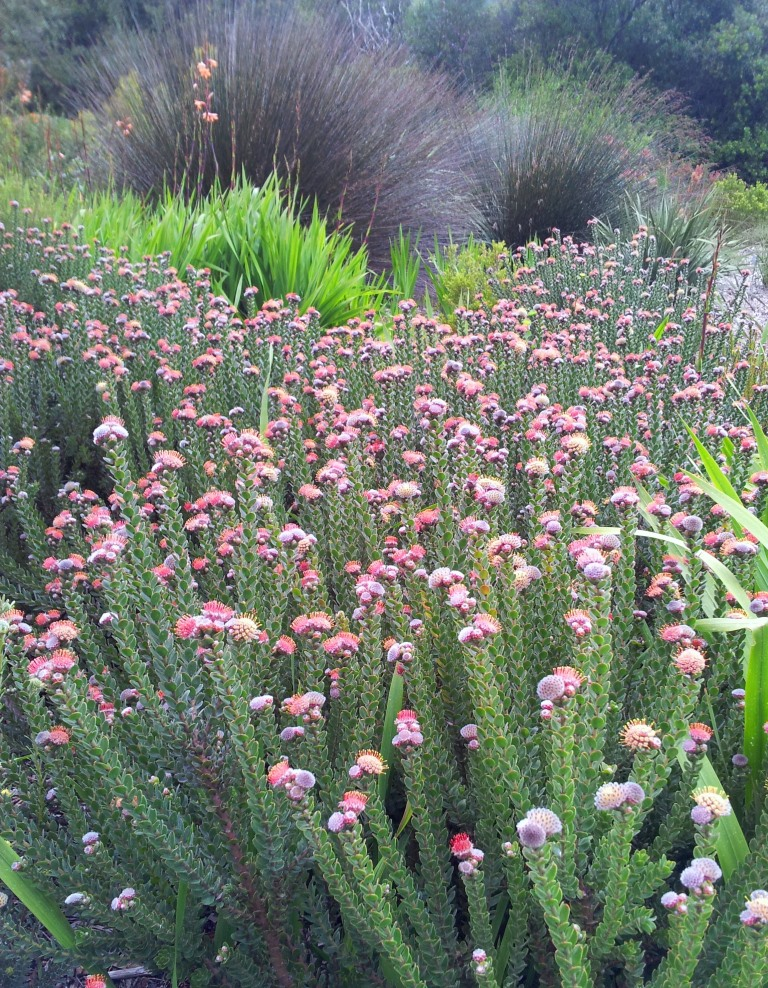
Leucospermum truncatulum.

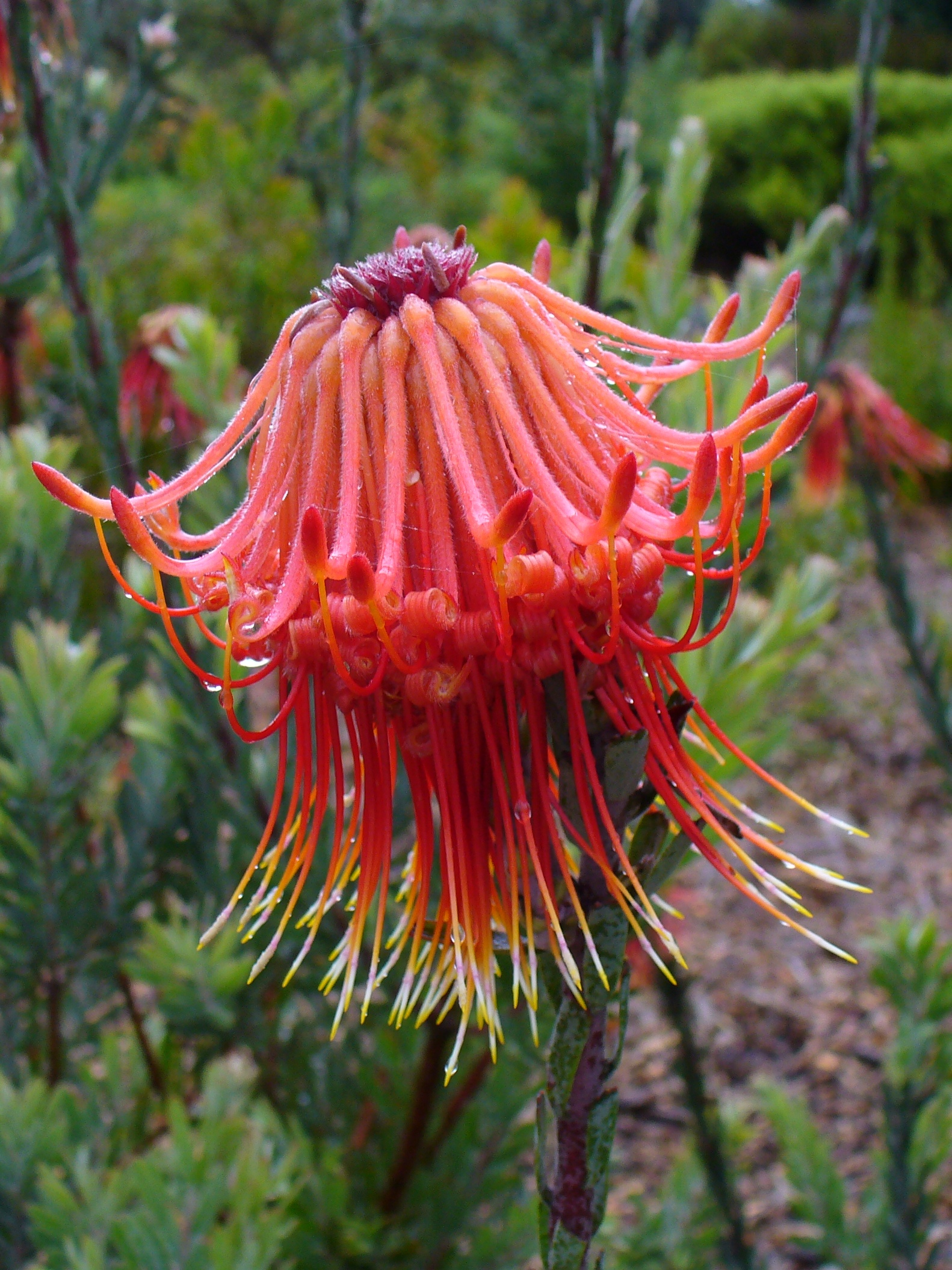
Fleur de Leucospermum reflexum.

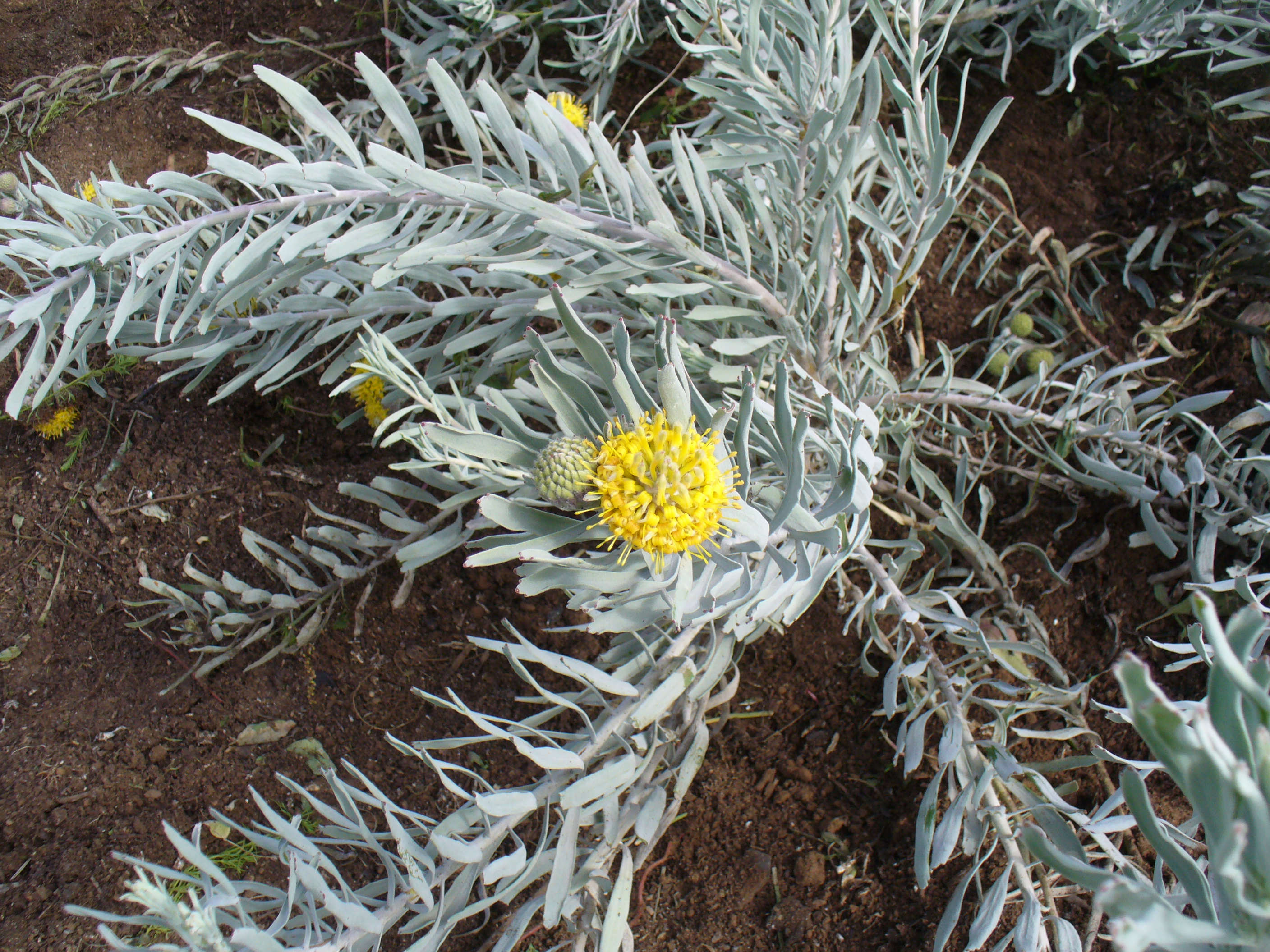
Leucospermum tomentosum.

## Liste d'espèces
Selon GRIN (5 mars 2015) :
- Leucospermum bolusii Gand.
- Leucospermum catherinae Compton
- Leucospermum conocarpodendron (L.) H. St. John
- Leucospermum cordifolium (Knight) Fourc.
- Leucospermum cuneiforme (Burm. f.) Rourke
- Leucospermum glabrum E. Phillips
- Leucospermum grandiflorum (Salisb.) R. Br.
- Leucospermum hypophyllocarpodendron (L.) Druce
- Leucospermum lineare R. Br.
- Leucospermum reflexum H. Buek ex Meisn.
- Leucospermum tottum (L.) R. Br.
- Leucospermum truncatum (Meisn.) Rourke
- Leucospermum vestitum (Lam.) Rourke

Selon The Plant List (5 mars 2015) et Catalogue of Life (5 mars 2015) :
- Leucospermum arenarium Rycroft
- Leucospermum bolusii E. Phillips
- Leucospermum calligerum Rourke
- Leucospermum catherinae Compton
- Leucospermum conocarpodendron H. Buek
- Leucospermum cordatum E. Phillips
- Leucospermum cordifolium Fourc.
- Leucospermum cuneiforme Rourke
- Leucospermum erubescens Rourke
- Leucospermum formosum Sweet
- Leucospermum fulgens Rourke
- Leucospermum gerrardii Stapf
- Leucospermum glabrum E. Phillips
- Leucospermum gracile Rourke
- Leucospermum gueinzii Meisn.
- Leucospermum hamatum Rourke
- Leucospermum harpagonatum Rourke
- Leucospermum heterophyllum (Thunb.) Rourke
- Leucospermum hypophyllocarpodendron (L.) Druce
- Leucospermum innovans Rourke
- Leucospermum lineare R. Br.
- Leucospermum muirii E. Phillips
- Leucospermum mundii Meisn.
- Leucospermum oleaefolium R. Br.
- Leucospermum parile Sweet
- Leucospermum patersonii E. Phillips
- Leucospermum pedunculatum Klotzsch
- Leucospermum pluridens Rourke
- Leucospermum praecox Rourke
- Leucospermum praemorsum E. Phillips
- Leucospermum profugum Rourke
- Leucospermum prostratum Stapf
- Leucospermum reflexum Buek ex Meissn.
- Leucospermum rodolentum Rourke
- Leucospermum royenifolium Stapf
- Leucospermum saxatile (Salisb. ex Knight) Rourke
- Leucospermum saxosum S. Moore
- Leucospermum secundifolium Rourke
- Leucospermum spathulatum R. Br.
- Leucospermum tomentosum R. Br.
- Leucospermum tottum R. Br.
- Leucospermum truncatulum Rourke
- Leucospermum truncatum Rourke
- Leucospermum utriculosum Rourke
- Leucospermum vestitum Rourke
- Leucospermum winteri Rourke
- Leucospermum wittebergense Compton

Selon Tropicos (5 mars 2015) (Attention liste brute contenant possiblement des synonymes) :
- Leucospermum album Bond
- Leucospermum alpinum
- Leucospermum arenarium Rycroft
- Leucospermum attenuatum R. Br.
- Leucospermum bolusii E. Phillips
- Leucospermum buxifolium R. Br.
- Leucospermum calligerum Rourke
- Leucospermum candicans Andrews
- Leucospermum cartilagineum E. Phillips
- Leucospermum catherinae Compton
- Leucospermum cereris Compton
- Leucospermum conocarpodendron H. Buek
- Leucospermum conocarpum R. Br.
- Leucospermum cordatum E. Phillips
- Leucospermum cordifolium Fourc.
- Leucospermum crinatum R. Br.
- Leucospermum cuneiforme Rourke
- Leucospermum diffusum R. Br.
- Leucospermum ellipticum R. Br.
- Leucospermum erubescens Rourke
- Leucospermum formosum Sweet
- Leucospermum fulgens Rourke
- Leucospermum gerrardii Stapf
- Leucospermum glabrum E. Phillips
- Leucospermum glomiflorum Salisb. ex Knight
- Leucospermum gracile Rourke
- Leucospermum grandiflorum R. Br.
- Leucospermum gueinzii Meisn.
- Leucospermum hamatum Rourke
- Leucospermum harpagonatum Rourke
- Leucospermum heterophyllum (Thunb.) Rourke
- Leucospermum hypophyllocarpodendron (L.) Druce
- Leucospermum hypophyllum R. Br.
- Leucospermum incisum E. Phillips
- Leucospermum innovans Rourke
- Leucospermum lemmerzianum Schltr.
- Leucospermum lineare R. Br.
- Leucospermum medium R. Br.
- Leucospermum mixtum E. Phillips
- Leucospermum muirii E. Phillips
- Leucospermum mundii Meisn.
- Leucospermum nutans R. Br.
- Leucospermum obtusatum
- Leucospermum oleaefolium R. Br.
- Leucospermum parile Sweet
- Leucospermum patersonii E. Phillips
- Leucospermum pedunculatum Klotzsch
- Leucospermum pluridens Rourke
- Leucospermum praecox Rourke
- Leucospermum praemorsum E. Phillips
- Leucospermum profugum Rourke
- Leucospermum prostratum Stapf
- Leucospermum puber R. Br.
- Leucospermum reflexum H. Buek & Meisn.
- Leucospermum rochetianum A. Rich.
- Leucospermum rodolentum Rourke
- Leucospermum royenifolium Stapf
- Leucospermum saxatile (Salisb. ex Knight) Rourke
- Leucospermum saxosum S. Moore
- Leucospermum secundifolium Rourke
- Leucospermum spathulatum R. Br.
- Leucospermum stenanthum Schltr.
- Leucospermum tomentosum R. Br.
- Leucospermum tottum R. Br.
- Leucospermum truncatulum Rourke
- Leucospermum truncatum Rourke
- Leucospermum tuncatulum
- Leucospermum utriculosum Rourke
- Leucospermum vestitum Rourke
- Leucospermum winteri Rourke
- Leucospermum wittebergense Compton
- Leucospermum zwartbergense Bolus